# Australosymmerus confusus
Australosymmerus confusus är en tvåvingeart som beskrevs av Munroe 1974. Australosymmerus confusus ingår i släktet Australosymmerus och familjen hårvingsmyggor. Inga underarter finns listade i Catalogue of Life.